# Storia di Siracusa in epoca greca (270 a.C. - 212 a.C.)

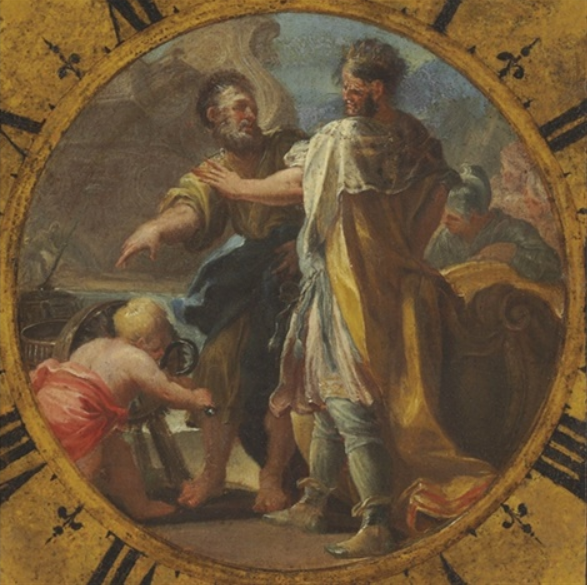
Il matematico Archimede (figura a sinistra), mostra una delle sue invenzioni al tiranno Gerone II (figura a destra).

L'età jeroniana e archimedea rappresentò l'ultimo periodo dell'egemonia siracusana in terra siciliana. In questo vasto arco di tempo, che va dal 270 a.C. al 212 a.C., si susseguirono due grandi figure; il tiranno Gerone II - ultimo presunto discendente diretto della casata dei Dinomenidi - e il celebre matematico, inventore, Archimede, al quale, dopo la morte del longevo regnante, venne affidata l'ultima estrema difesa della polis aretusea, quando questa venne posta sotto assedio nell'anno 215 a.C., dalla Repubblica romana, nell'ambito della seconda guerra punica.

## Storia
Periodo importante per le arti e la scienza, grazie soprattutto al genio archimedeo, tale età passerà comunque alla storia per i gravi disordini sociali che l'avvento dell'esercito romano porterà in quella che fu l'area d'influenza siracusana. Gerone II ebbe un figlio, Gelone II, erede del regno, ma questi non regnerà mai da solo, e si ha di lui notizia grazie ad uno scritto, l'Arenario, dove Archimede si rivolge a Gelone II definendolo suo re.
Il primo periodo bellicoso incomincia quando i mamertini, popolo d'origine campana e mercenari dei tiranni aretusei, si ribellano alla polis e occupano Messina, chiedendo l'aiuto di Roma e Cartagine per contrastare l'esercito siracusano, il quale era intenzionato a liberare la città dalla loro occupazione. Entrambe le capitali accettarono la richiesta e vennero in Sicilia pronte a dar battaglia. 
Il potere di Siracusa non era più quello di un tempo; nonostante le adamantine leggi jeroniane, e nonostante l'ottima reputazione di cui ancora godeva la polis in politica estera, il suo esercito era però ormai molto più esiguo del passato, e lo scenario geopolitico diveniva sempre più ampio e pericoloso. Gerone II ritenne quindi saggio unire le forze con l'eterna rivale, protagonista di innumerevoli scontri, Cartagine. Ma dopo un lungo scontro con le truppe romane, avvenuto nel 264 a.C., durante la Battaglia di Messina, i siracusani fecero ritorno nella loro città. I romani, vedendo ciò, si sentirono liberi di muoversi, entusiasmati da queste vittorie vennero a porre un primo assedio dietro le mura di Siracusa. Gerone a questo punto preferì non sfidare oltre i consoli romani e cercò con essi la pace; la ottenne sottoscrivendo un trattato con il quale si impegnava a divenire alleato di Roma, ovvero si faceva carico del sostentamento dei soldati romani durante la guerra che essi avrebbero intrapreso da lì a breve su tutti i fronti siciliani contro i cartaginesi, a patto che questi rispettassero l'indipendenza del regno siracusano, i cui confini, con la presenza romana, divenivano sempre più esigui.. 
Tale manovra assicurò nei confini jeroniani un lungo periodo di tranquillità e non belligeranza alcuna. Ma la pace non era destinata a durare. Con la morte di Gerone II, salì al trono nel 216 a.C., il quindicenne figlio di Gelone II, e Nereide, figlia di Pirro, Geronimo. Costui, venuto al potere in età troppo giovane e mal consigliato dalle opposte fazioni siracusane che lo circondavano a corte, prese la non saggia decisione di rompere il trattato di pace che suo nonno aveva stipulato con Roma, e in maniera più che audace firmò con Annibale un'alleanza che legava Siracusa alle sorti di Cartagine. Dichiarata aperta guerra ai romani, il regno jeroniano perdette la propria pace e dovette prepararsi a riprendere in mano le armi per combattere il nemico, deciso a riportare la polis di Siracusa all'obbedienza.
Fu questo il periodo di una sanguinosa guerra civile siracusana; l'ultima, che sarebbe caduta nel periodo indipendente della polis. Durante la quale venne ucciso Geronimo e venne sterminata tutta la discendenza reale di Gerone II.
Nel caos politico interno, la guerra tra Roma e Siracusa continuava. L'esercito siracusano, che in quel tempo era stato affidato ai due fratelli di padre siracusano e madre cartaginese, Ippocrate ed Epicide, si rivolse ad Archimede e alle sue poderose invenzioni belliche. Il celebre matematico diede per lungo tempo filo da torcere all'esericito romano guidato dal console Marco Claudio Marcello, al punto tale da far quasi desistere i romani dalla presa di Siracusa.
Dopo diversi anni d'assedio, tutto accadde in una notte; Merico, soldato spagnolo che risiedeva nell'esercito siracusano, dopo essersi accordato con la parte nemica, aprì loro le porte e consegnò Siracusa, per tradimento, a Roma. Avvenne così il sacco dell'immensa e ricca città-stato. Durante le fasi concitate della presa, un soldato romano uccise Archimede, quando questi era impegnato nei suoi calcoli e sembrava non prestare attenzione alle urla che lo circondavano. Non vennero fatti schiavi, per ordine di Marcello la popolazione fu lasciata libera di abitare la propria città. Ma la consegna della stessa a Roma, cambiò definitivamente gli equilibri siciliani, e segnò la fine dell'epoca greca in Sicilia. 